# Wielikąt
Wielikąt – osada w Polsce położona na Górnym Śląsku w województwie śląskim, w powiecie wodzisławskim, w gminie Lubomia.
W latach 1975–1998 miejscowość administracyjnie należała do województwa katowickiego.
Osada znajduje się na terenie zespołu przyrodniczo-krajobrazowego „Wielikąt”, który został utworzony w 1993 r. Obejmuje on kompleks stawów hodowlanych Gospodarstwa Rybackiego „Wielikąt”, wraz z otaczającymi polami i łąkami.